# Henrietta Kateřina de Joyeuse
Henrietta Kateřina de Joyeuse (8. ledna 1585 – 25. února 1656) byla dcera Jindřicha de Joyeuse a Kateřiny de Nogaret de La Valette. Za svého prvního manžela, Jindřicha de Bourbon, vévodu z Montpensier, se provdala 15. května 1597 a za svého druhého manžela, Karla, vévodu z Guise, se provdala 6. ledna 1611.

## Manželství a děti
Z prvního manželství s Jindřichem de Bourbon měla jedno dítě:
1. Marie de Bourbon, vévodkyně z Montpensier (15. října 1605 – 4. června 1627), která se provdala za Gastona Jeana Baptiste de France, duc d'Orléans; rodiče la Grande Mademoiselle

Z druhého manželství s Karlem, vévodou z Guise, měla deset dětí:
1. František de Lorraine (3. dubna 1612 – 7. prosince 1639)
2. Dvojčata (4. března 1613 – 19. března 1613), která byla velmi křehká a nemocná. Chlapci zemřeli ten stejný den.
3. Jindřich de Lorraine, vévoda z Guise (1614–1664), také arcibiskup remešský
4. Marie de Lorraine, vévodkyně z Guise (1615–1688)
5. Dívka jménem Mademoiselle de Joinville (4. března 1617 – 18. ledna 1618), která se narodila zdravá, ale v zimě roku 1617 se nachladila a krátce nato zemřela.
6. Karel Ludvík de Lorraine (15. července 1618 – 15. března 1637, Florencie), oslovovaný vévoda z Joyeuse
7. Ludvík de Lorraine, vévoda z Joyeuse (1622–1664), také vévoda z Angoulême
8. Františka Renée de Lorraine (10. ledna 1621 – 4. prosince 1682, Montmartre), abatyše z Montmartru
9. Roger de Lorraine (21. března 1624 – 9. září 1653)